# Elena Arnedo
Elena Arnedo Soriano (Madrid, 25 de noviembre de 1941 - 7 de septiembre de 2015) fue una médica ginecóloga, escritora, política y activista por los derechos de las mujeres en España, pionera en la defensa de los derechos sexuales y reproductivos e impulsora de los primeros centros de planificación familiar que se crearon en España a principios de los años 1970. De 2003 a 2004 fue concejala del Ayuntamiento de Madrid por el Partido Socialista Obrero Español (PSOE).

## Biografía
Nació en el inicio de la posguerra española en el barrio madrileño de Chamberí, hija de la escritora Elena Soriano y de Juan José Arnedo Sánchez, humanista y mecenas de proyectos sociales. Se especializó en Ginecología y posteriormente en Patología Mamaria en la Universidad de Estrasburgo, ya que en España no existía como especialidad.
Formó parte del movimiento feminista español desde sus inicios. Definía el feminismo como «la única revolución incruenta y silenciosa». Militó en el Frente de Liberación de la Mujer, creado en Madrid en 1976 en el que militaron también otras feministas socialistas como Carlota Bustelo, primera directora del Instituto de la Mujer.
Se la considera una de las pioneras de la educación sexual y afectiva de las mujeres como fundadora e impulsora, en los años 1970, de los primeros centros de Planificación Familiar que se crearon en España. Asimismo fue la primera presidenta de la Asociación Española de Planificación Familiar. También se le debe el desarrollo en España de la prevención del cáncer de mama mediante el diagnóstico precoz. Fue socia fundadora de la Sociedad Española de Senología y Patología Mamaria.
Formó parte del grupo del PSOE Mujer y Socialismo que consiguió con los gobiernos de Felipe González la puesta en marcha del Instituto de la Mujer y la implementación en España de las políticas de igualdad.
Fue directora de la edición española de "El gran libro de la mujer" (1997) y colaboradora habitual de la sección de medicina de la revista "Marie Claire 16".
En 2003 publicó el libro La Picadura del Tábano: la mujer frente a los cambios de edad (Editorial Aguilar) sobre la menopausia y contra los tabúes, analizando pros y contras de los tratamientos hormonales. Ese mismo año de 2003 fue elegida concejala del Ayuntamiento de Madrid. En las elecciones municipales ocupó el puesto número tres en las listas del PSOE que encabezó Trinidad Jiménez asumiendo desde la oposición Igualdad y Asuntos Sociales además de ser la viceportavoz del grupo municipal socialista. Cesó como concejala en mayo de 2004, pasando su acta a Pedro Sánchez Pérez-Castejón.

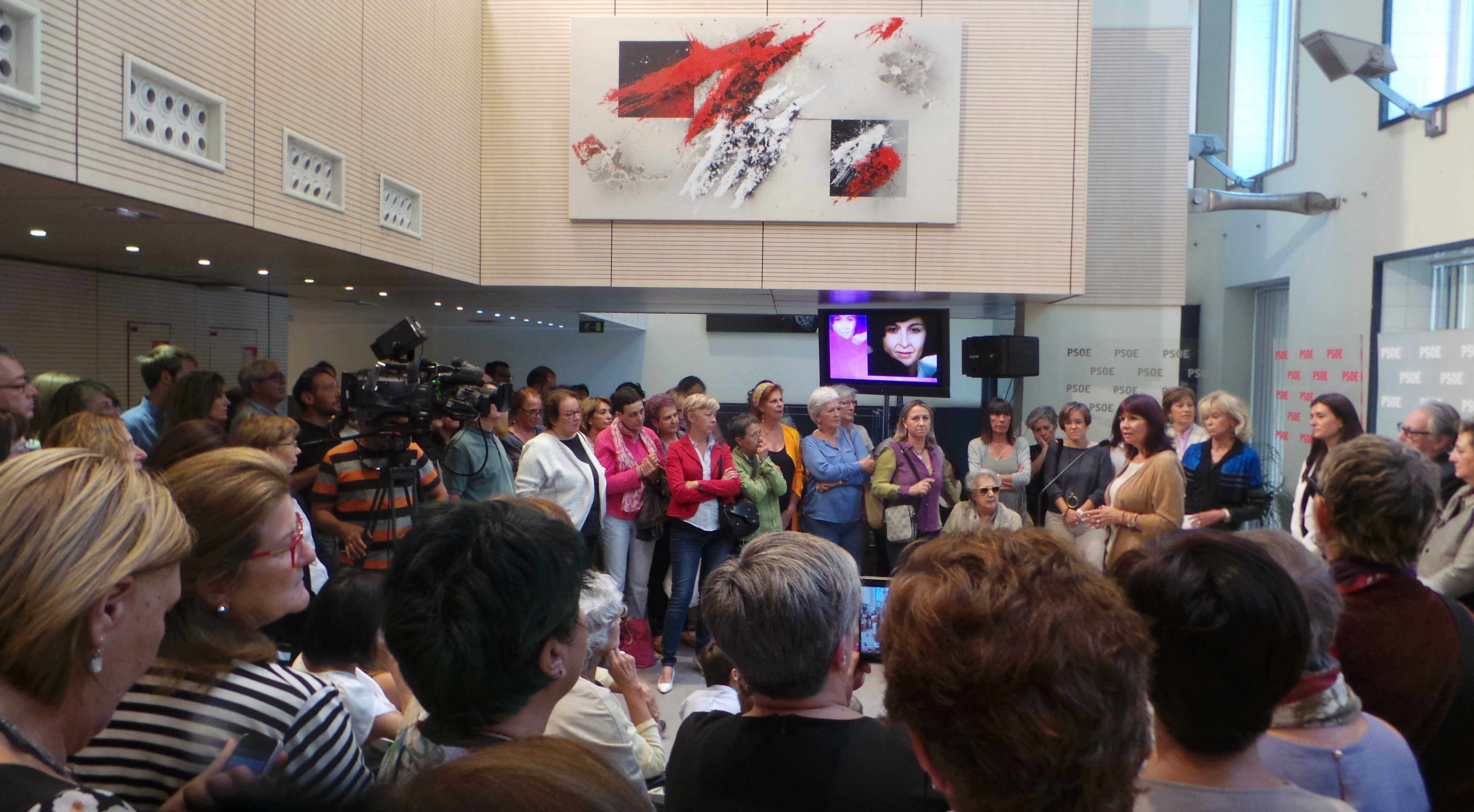
Homenaje a Elena Arnedo en la sede del PSOE en Ferraz (Madrid) el 26 de septiembre de 2015

En 2008 formó parte del Comité de Expertos que colaboró con el Ministerio de Igualdad en la preparación y redacción de la Ley Orgánica de Salud Sexual y Reproductiva y de la Interrupción voluntaria del embarazo aprobada en 2009.
En 2009 escribió el capítulo Mujer y socialismo en el libro El movimiento feminista en España en los años 70 coordinado por Pilar González Ruiz, Carmen Martínez Ten y Purificación Gutiérrez López.
En 2012 apoyó la tribuna colectiva Instituto de la Mujer: ¿Inmemoriam? defendiendo el papel del Instituto de la Mujer en el avance de las políticas de igualdad ante los intentos del Partido Popular, entonces en el gobierno, en vaciarlo de contenido.
Murió el 7 de septiembre de 2015 por un cáncer de pulmón especialmente agresivo detectado pocos meses antes.

## Vida personal
A los 19 años inició una relación con Miguel Boyer con quien estudió en el Liceo Francés,  y con quien compartió militancia en el PSOE. Se casaron el 26 de junio de 1964 y tuvieron dos hijos: Laura Carlota (1966-2023) y Miguel. Presentaron la demanda de divorcio en 1985. Volvió a casarse tres años después con el arquitecto Fernando de Terán.

## Publicaciones
- 2009, Mujer y socialismo en el libro El movimiento feminista en España en los años 70, Ed. Cátedra
- 2003, La picadura del tábano. La mujer frente a los cambios de la edad. Ed. Aguilar
- 2000, El donjuanismo femenino. Ed. Atalaya
- 1997, El gran libro de la mujer. Ed. Temas de hoy

## Homenaje póstumo y legado
El 24 de octubre de 2015 durante un homenaje por su dedicación a la defensa de los derechos de las mujeres en la sede del PSOE, se anunció la creación de la Escuela Feminista Elena Arnedo para transmitir su legado con sede en la Fundación Pablo Iglesias, con la coordinación conjunta de la Secretaría de Igualdad del PSOE.
El Ayuntamiento de Madrid creó el Espacio de Igualdad Elena Arnedo que forma parte de la red de Espacios de Igualdad, se encuentra ubicado en la zona de Adelfas.